# Evangelischer Pressedienst

Logo des epd

Der Evangelische Pressedienst (epd) ist eine aus dem 1910 in Wittenberg gegründeten „Evangelischen Presseverband für Deutschland“ hervorgegangene Nachrichtenagentur. Sie ist Teil des Gemeinschaftswerks der Evangelischen Publizistik mit Sitz in Frankfurt am Main und wird von der Evangelischen Kirche in Deutschland und ihren Landeskirchen getragen. Der epd ist die älteste noch bestehende deutsche Nachrichtenagentur.

## Geschichte

### 1876 Vorläufer
Vorläufer des epd waren die von der Inneren Mission herausgegebenen Pressedienste, die von 1876 bis 1879 erschienene „Evangelische Correspondenz für Deutschland“ von Hermann Krummacher und die „Korrespondenz für Innere Mission“ (1898 bis 1910). Hervorgegangen ist der epd aus dem 1910 von Stanislaus Swierczewski gegründeten Evangelischen Preßverband für Deutschland EPD. (1910–1964)

### 1918 Gründung
1918 berief der freie, kirchenunabhängige Verband den Theologen August Hinderer zu seinem Direktor in einer Zeit, die mit dem Wegfall des Summepiskopates einen tiefen Einschnitt für die Evangelische Kirche brachte. 1919 erschien die erste Ausgabe des „Evangelischen Pressedienstes“ mit dem Logo „Epd“. Der Epd Tagesdienst wurde bereits telefonisch übermittelt. Es gab den „Berichtigungsdienst“, der schnell Falschmeldungen nachging, die Epd Ausgabe für die Sonntags- und Gemeindeblätter, „Das Bild“, einen Bilderdienst, „Die Quelle“, Material für das Feuilleton und seit 1921 dreimal wöchentlich Zusammenarbeit mit Nordamerika durch „funktelegraphische Nachrichten“. Durch die Gründung des „Ökumenischen Pressedienstes“ gelang umfassende Öffentlichkeitsarbeit und Zusammenarbeit mit der internationalen Presse. Der Epd engagierte sich dafür, dass der Religionsunterricht an öffentlichen Schulen in Deutschland in der Weimarer Reichsverfassung WRV festgeschrieben wurde. Die Epd-Zentralredaktion hatte von 1918 bis zur Einstellung im Jahr 1941 ihren Sitz im Evangelischen Presseverband für Deutschland, EPD, in Berlin-Steglitz, Beymestraße 8.

### Publikationen bis 1945
- Das Evangelische Deutschland, Kirchliche Rundschau für das Gesamtgebiet des Evangelischen Kirchenbundes wöchentlich 1923–1945[12][13]
- Bilderbote für das evangelische Haus wöchentlich 1923–1941[14]
- Eckart, Blätter für evangelische Geisteskultur 1924–1943[15] Verantwortliche Redakteure des Eckart waren Harald Braun 1924-1932, Hans Walter Liepmann 1932-1933 und Kurt Ihlenfeld 1933-1943.[16]
- Der Zeitungsspiegel, Beiträge zur Kultur des Zeitungswesens 1929[17]

### 1924 erste Radiosendung
1924 fand auf Hinderers Betreiben die erste Morgenfeier im Berliner Rundfunk statt. Durch die hohe Zahl an Abonnenten der verschiedenen Blätter, vor allem des „Bilderboten“ war der Verband finanziell unabhängig und konnte kirchenpolitisch und gesellschaftspolitisch neutral bleiben. Nach Hinderers Formulierung war das Anliegen des Epd der „Dienst an der Tagespresse“ und die „Ethisierung des Zeitungswesens“.

### 1933 Restriktionen
Mit der Machtübernahme der Nationalsozialisten 1933 endete auch für den Epd die Pressefreiheit. Im Juni 1933 wurde der Evangelische Presseverband für Deutschland von der SA besetzt und Hinderer des Amtes enthoben. Die Leitung übernahmen nationalsozialistische „Deutsche Christen“, kirchliche Kommissare der damals „Deutsche Evangelische Kirche“ DEK genannten Vereinigung der Landeskirchen. Hinderer konnte zwar im Juli seine Arbeit wieder aufnehmen, wurde aber im Juni 1934 verhaftet und in das Gefängnis der SS in der Prinz-Albrecht-Straße in Berlin gebracht, dann in das KZ Columbiahaus. Wenige Stunden vor Beginn der Massenerschießungen konnte er befreit werden. In der Folgezeit wurde Hinderer von der Gestapo überwacht. Die Nationalsozialisten gaben 50.000 vertrauliche Presseanweisungen aus, mehr als ein Viertel davon waren Schweigegebote. Im Bemühen, einen Überblick über die Rechtslage im totalitären Staat zu behalten, veröffentlichte der EPD 1934 „Das ABC für Zeitschriftenarbeit. Verordnungstexte, Erläuterungen und Hinweise für Redaktion und Verlag“. Verfasser war der bis zu seiner Emigration 1935 im Untergrund arbeitende Hans Liepmann. Am 30. Juni 1937 erklärte der Reichsminister für Volksaufklärung und Propaganda, dass die „im evangelisch-kirchlichen Raum erscheinenden Informationsdienste und Rundschreiben als politische Zeitschriften zu betrachten und zu behandeln“ seien. Mit diesem sogenannten „Frick-Erlass“ wurde die Arbeit des Epd nahezu unmöglich gemacht, weil mit dem Erlass die Berichterstattung über politische und kirchenpolitische Vorgänge verboten wurde. Daraufhin teilte der Reichsverband der evangelischen Presse seinen Mitgliedern am 9. Juli 1937 mit: „Diese Entscheidung, dass alle Rundbriefe und Informationsdienste als politische Zeitschriften anzusehen sind, hatte vor allem zur Folge, dass die Schriftleitung nur noch von einer in die Berufsliste beim Reichsverband der deutschen Presse eingetragenen Person geführt werden kann.“:S. 4 Im Mai 1941 erschien die letzte Epd-Ausgabe für die kirchliche Presse. Kurz darauf wurde der Pressedienst unter dem Vorwand der kriegsbedingten Papierkontingentierung eingestellt.

## Neuanfang nach dem Krieg
Am 15. Mai 1946 beantragte der damalige epd-Chefredakteur Focko Lüpsen eine Lizenz für den epd. Am 15. Juli 1946 erteilten die Briten die Erlaubnis für „operation of a news agency“. Auf Basis der Lizenz Nr. 134 der „Britischen Militärregierung in Deutschland“:S. 31 durfte der Dienst daraufhin wieder aufgenommen werden. Die Bezeichnung epd in Kleinbuchstaben wird seit 1947 verwendet.

### Verbotslegende
Hintergrund des Neuanfangs waren Angaben von Lüpsen gegenüber den Lizenzgebern, die sich später als falsch herausstellten. Lüpsen machte u. a. die Nähe des Epd in der Nazizeit zur Bekennenden Kirche geltend. Er verwies auf Maßnahmen der Gestapo sowie persönliche Bedrohungen und behauptete, die Nationalsozialisten hätten den Epd 1937 verboten. Letztere Behauptung stellte Lüpsen auch in der 1950 erschienenen Epd-Geschichte über die evangelische Pressearbeit von 1933 bis 1950 auf. Somit kaschierte er die Tatsache, dass der Epd im „Dritten Reich“ zeitweise ein Sprachrohr der rassistisch und antisemitisch ausgerichteten Deutschen Christen gewesen war. Seit 1933 war Focko Lüpsen Chefredakteur des Epd. Erst ein halbes Jahrhundert nach dem Erscheinen von Lüpsens Darstellung erfolgte die Korrektur dieser falschen Angaben. Nachdem der frühere Chefredakteur Hans Hafenbrack bei der Arbeit an seiner Geschichte des epd, für die er 2005 mit der Ehrenpromotion der Universität Dortmund ausgezeichnet wurde, die Zwecklüge seines Vor-Vorgängers aufgedeckt und den aktuellen Chefredakteur Thomas Schiller darüber informiert hatte, verschaffte der Dienst „epd Medien“ diesem Skandal über die Fachöffentlichkeit hinaus Aufmerksamkeit.:S. 3–24

### Neue Strukturen
Ab 1952 beteiligten sich die Landeskirchen an der Finanzierung des epd. Im November 1952 wurde die Katholische Nachrichten-Agentur (KNA) gegründet. Für den epd waren nun in Konkurrenz zur katholischen Agentur auch in den folgenden Jahren die finanziellen Zuschüsse gesichert.
Nach der Wiederzulassung arbeitete die Zentralredaktion unter dem Dach des Evangelischen Presseverbandes für Westfalen und Lippe bis 1964 in Bethel bei Bielefeld. Nach dem Umzug nach Frankfurt am Main wurde das 1973 gegründete Gemeinschaftswerk der Evangelischen Publizistik (GEP) Herausgeber der zentralen epd-Dienste. „Befürchtungen (…), die 'innere Pressefreiheit' des Evangelischen Pressedienstes werde durch die Integration in das GEP gefährdet, bewahrheiteten sich nicht. Mit der Feststellung der GEP-Präambel, dass evangelische Publizistik 'in der Bindung an das Evangelium eigenständige Entscheidungsfreiheit und kirchliche Verpflichtung in gleicher Weise umfaßt', konnte der epd gut leben.“

### epd heute
Heute beschäftigt der epd nach Eigenangaben etwa 80 feste Mitarbeiter in den Bereichen Kirche, Religion, Kultur, Medien, Bildung, Gesellschaft, Soziales, Dritte Welt und Entwicklung und hat Korrespondentenbüros in Berlin, Brüssel und Genf. Die wichtigsten Kunden der Nachrichtenagentur sind die Redaktionen von Presse, Funk, Fernsehen und Online-Diensten. Die Redakteure der sieben epd-Landesdienste berichten von mehr als 30 Standorten in Deutschland. Der Evangelische Pressedienst gehört zum Gemeinschaftswerk der Evangelischen Publizistik.

## Herausgeber und Arbeitsstruktur
Zum epd gehören acht in der epd-Arbeitsgemeinschaft zusammengeschlossene Medienunternehmen: Für die Zentralredaktion das Gemeinschaftswerk der Evangelischen Publizistik sowie die Träger der Landesdienste epd Nord (Hamburg, Schleswig-Holstein und Mecklenburg-Vorpommern), epd Niedersachsen-Bremen, epd Ost (Berlin, Brandenburg, Sachsen, Sachsen-Anhalt und Thüringen), epd West (Rheinland, Westfalen und Lippe), epd Mitte-West (Hessen, Rheinland-Pfalz und Saarland), epd Südwest (Baden und Württemberg) und epd Bayern. Etwa 80 Redakteure berichten an 30 Standorten zwischen Kiel und München, zwischen Düsseldorf und Dresden. Der Basisdienst und die Landesdienste sowie die Fotos und Infografiken werden durch die Medien-Communikations-Gesellschaft mecom in Hamburg vorzugsweise per Satellit verbreitet. Der epd ist Gründungsmitglied der 1989 etablierten mecom.

## Inhaltliche Ausrichtung
Zu seinen inhaltlichen Schwerpunkten zählen nach eigenen Angaben des epd die Themen Glaube und Kirche, Religion und Ethik. Ebenso sieht der epd sozialpolitische Themen und die Entwicklungspolitik als wichtige Aufgabe und berichtet hierüber mit eigenen Mitarbeitern auch aus Afrika, Asien und Lateinamerika. Die kritische Begleitung der Medien und des Films hat eine lange Tradition. Die Fachpublikation epd medien, vormals epd-Kirche und Rundfunk, erscheint seit 1949. epd-Kirche und Film, Vorgänger der Zeitschrift epd Film, wurde 1948 gegründet.

## Publikationen
- epd Basisdienst
- epd Landesdienste
- epd bild (Bilderdienst und Abruf-Datenbank)
- epd kompakt (Multimedia-Newsfeed)
- epd Dokumentation
- epd Feature
- epd Film
- epd-Landesdienste für Bayern, Niedersachsen-Bremen, Nord (Hamburg, Schleswig-Holstein, Mecklenburg-Vorpommern), Ost (Berlin, Brandenburg, Sachsen, Sachsen-Anhalt, Thüringen), Mitte-West (Hessen, Rheinland-Pfalz und Saarland), Südwest (Baden-Württemberg) und West (Nordrhein-Westfalen, Rheinland-Pfalz und Saarland)
- epd medien
- epd sozial
- epd Wochenspiegel
- epd Zentralausgabe

## Chefredakteure der epd-Zentralredaktion
- 1913–1922 Ferdinand Katsch
- 1922–1933 Martin Plieninger
- 1933–1966 Focko Lüpsen
- 1966–1981 Hans-Wolfgang Heßler
- 1981–1998 Hans Hafenbrack
- 1999–2017 Thomas Schiller
- 2017–0000 Karsten Frerichs

## Kritik und Würdigung
Bundeskanzlerin Angela Merkel würdigte den epd in ihrer Festrede zum 100-jährigen Bestehen des epd am 3. Februar 2010 in Berlin als eine leistungsstarke und professionelle Nachrichtenagentur, die Orientierung in der Nachrichtenflut biete und für Nachhaltigkeit in der Berichterstattung stehe. Durch die entwicklungspolitische Berichterstattung baue der epd einen „Bund des Kennenlernens“ zu anderen Regionen der Welt auf. Als Repräsentant des öffentlich-rechtlichen Rundfunks äußerte sich Peter Boudgoust, der damalige Intendant des Südwestrundfunks (SWR): „Es spricht für die innere Größe der evangelischen Kirche, sich eine unabhängige Nachrichtenagentur mit all ihrer Kritikfähigkeit zu leisten.“
Demgegenüber kritisierte der Hamburger Journalistik-Professor Volker Lilienthal, der von 1989 bis 2009 Redakteur des epd war, für seine späten Jahre dort eine mangelnde Distanz des epd zu den „mit Macht ausgestatteten Akteuren“ der verfassten Kirche und ihrer Organe und behauptete – ausschließlich auf eigene Erfahrungen gestützt – „unbotmäßige Kritik zu vermeiden“ sei „ein Prinzip, das in Konfliktfällen streng exekutiert wurde“. Die frühen Jahre seiner Arbeit beim epd dagegen seien, so in Lilienthals scharfer Replik auf Forderungen des Präsidenten des EKD-Kirchenamts Hans Ulrich Anke, von „einem anderen Geist durchweht“ gewesen.
Die selbstkritische Aufdeckung des Lüpsen-Skandals ist ein Zeichen für das Bemühen im epd um journalistische Unabhängigkeit, das bei den kirchlichen Institutionen und ihren Funktionären nicht immer auf Verständnis stößt. Im Vorwort zu seiner umfassenden, auf Originalquellen beruhenden Geschichte des epd schreibt Hans Hafenbrack zu dessen Selbstverständnis unter Bezug auf das Publizistische Gesamtkonzept der EKD von 1997, der epd sei eine „unabhängige und nach journalistischen Kriterien arbeitende Nachrichtenagentur“ (…), „einem 'evangelischen Mandat' verpflichtet, aber nicht an die verfasste Kirche gebunden.“